# عيار
العيار هو مصطلح يستخدم للإشارة إلى قطر أنبوب الداخلي. يستخدم معظم الأوقات للإشارة إلى قياس قطر سبطانة سلاح ناري أو مدفع. في بعض الأوقات يشير العيار إلى طول سبطانة بالنسبة إلى قطرها. قد يقاس العيار لسلاح الناري بالمليمتر أو بالبوصة. أما للمدفعية فقد تقاس أيضا بالمليمتر كما لسلاح الناري أو بالبوصة كنسبة طول السبطانة لقطرها.
الجدير بالذكر هو أنّ الكلمة المتداوَلة في كافّة اللغات الأجنبيّة هي الكلمة الفرنسيّة Calibre والتي هي مَأخوذةٌ أصلًا عن الكلمة العربيّة: «قالِب».